# Johan Havemann
Johan Havemann (født 7. november 1870 i Rudkøbing, død 2. november 1944 på Frederiksberg) var en dansk forretningsmand. Han blev myrdet af Petergruppen, idet han var blevet udpeget som et mål for clearingmord. Sønnen Johan G. Havemann overtog virksomheden.
Johan Havemann var søn af købmand Johan Carl Havemann (født 10. juli 1839 i Longelse på Langeland). Han blev uddannet i manufakturhandel i Fredericia. 20 år gammel kom han til København og fik ansættelse i Magasin du Nords hovedafdeling på Kongens Nytorv. I 1898 blev han bestyrer af Magasins Vesterbro-afdeling, og i 1919 blev han ejer af Magasinet på Vesterbrogade 74-76.
Johan Havemann drev sin forretning godt frem. I 1938‑40 foretog han en storstilet udvidelse og ombygning ved arkitekterne Henning Ortmann og Viggo Berner Nielsen og skabte derved et nyt og moderne stormagasin. Omdannelsen kostede omkring 2,5 mio. kroner. Stormagasinet havde 50 afdelinger og et personale på over 500 personer. Forretningen fik samtidig navneforandring til Havemanns Magasin (bygningen rummer i dag Føtex).
Forretningens trivsel var Johan Havemanns hovedinteresse, og han ofrede al sin tid derpå. Til trods for store indtægter levede han et tilbagetrukkent og nøjsomt liv.
Den 2. november 1944 blev Johan Havemann myrdet i sit hjem, Nyvej 9 på Frederiksberg, af medlemmer af Petergruppen. Familien var samlet i vinterhaven, da en rude blev slået ind. Grosserer Havemann rejste sig for at foretage nærmere undersøgelse og rullede mørklægningsgardinet op. I det samme blev han ramt af et skud i hjertet og faldt død om. Vagtværnet, som blev tilkaldt en times tid efter, at drabet havde fundet sted, oplyste, at der var anvendt 11 mm kugler fra en maskinpistol. Mordet blev forøvet som et led i efterårets store terrorbølge, og Johan Havemann var blandt de på forhånd udpegede ofre.
Han blev begravet på sin 74‑års fødselsdag. En buste, udført af billedhuggeren Johan Galster og skænket af personalet, afsløredes samme dag. Der findes også en mindeplade på 4. Maj Kollegiet på Frederiksberg.